# Zelfzorg
Zelfzorg is de mate waarin een patiënt of zorgvrager voor zichzelf kan zorgen. Zelfzorg is alle zorg die een persoon besteedt aan het opheffen van eigen noden en het voldoen aan eigen behoeften. Er is sprake van een zelfzorgtekort als er bij de algemene dagelijkse levensverrichtingen zoals wassen, aankleden en eten, maar ook huishoudelijke dagelijkse levensverrichtingen of ontspanning hulp nodig is van een mantelzorger, een thuishulp, een verpleegkundige of een verzorgende.
Een verpleegkundige of verzorgende dient in staat te zijn vast te stellen welke hulp iemand nodig heeft. Hierbij wordt gekeken naar: wat kan de patiënt zelf, welke kennis bezit de patiënt en wat wil de patiënt zelf doen? De af te spreken ondersteuning zal erop gericht zijn om de zelfzorgtekorten zo veel mogelijk op te heffen, zodat de patiënt weer op een voor hem aanvaardbaar niveau kan functioneren. Dit kan door de zorg tijdelijk over te nemen, of door voorlichting en training aan te bieden zodat de patiënt de tekorten zelf kan compenseren. Mensen met chronische aandoeningen kampen vaak met zelfzorgtekorten van blijvende aard. Zij hebben dan langdurend hulp nodig bij de zelfzorg. 

## Medicijnen
Een zelfzorgmedicijn kan zonder voorschrift van een geneeskundige bij drogist of supermarkt worden gekocht.